# Thượng Nhiêu

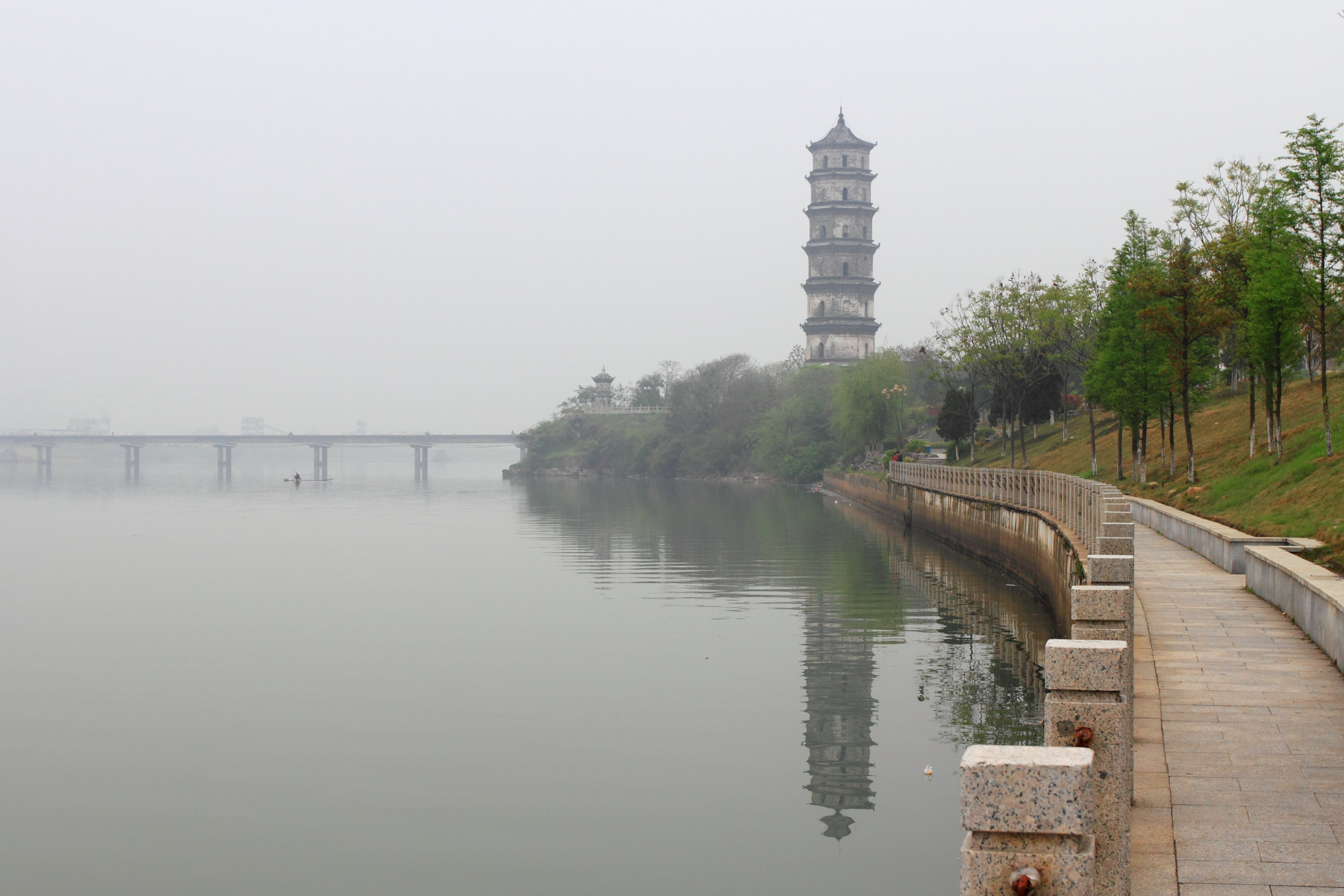
Thượng Nhiêu

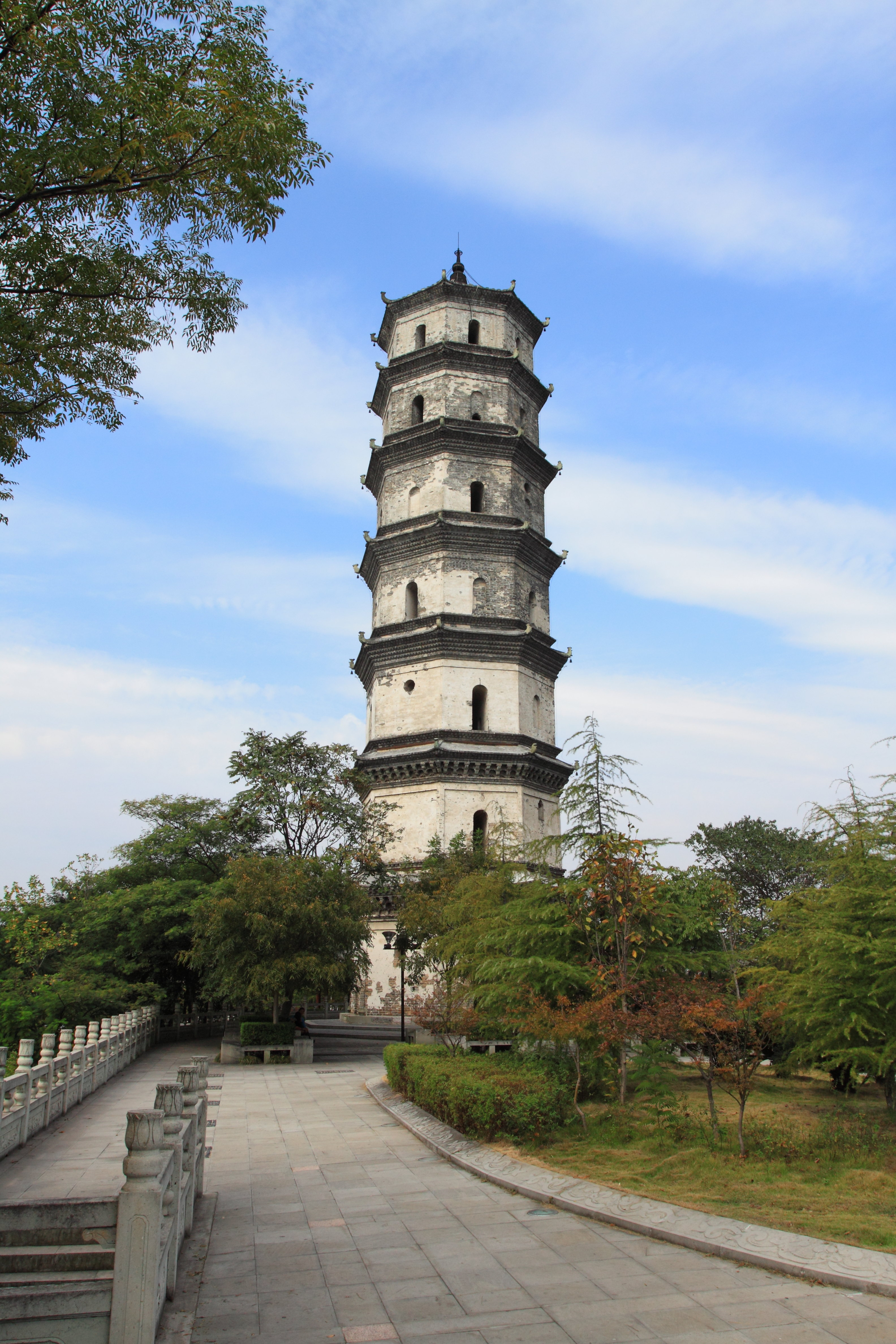
Một kiến trúc cổ ở Thượng Nhiêu

Thượng Nhiêu (tiếng Trung: 上饶市 bính âm: Shàngráo Shì, Hán-Việt: Thượng Nhiêu thị) là một địa cấp thị của tỉnh Giang Tây, Trung Quốc với diện tích 22.791 km², dân số 6.600.000 (năm 2000), mã bưu chính 334000, mã vùng 0793.

## Hành chính
Thượng Nhiêu được chia ra làm 12 đơn vị hành chính cấp huyện, bao gồm 3 quận, 1 thành phố cấp huyện và 8 huyện.
- Quận: Tín Châu (信州区), Quảng Phong (广丰区), Quảng Tín (广信区)
- Thành phố cấp huyện: Đức Hưng (德兴市)
- Huyện: Ngọc Sơn (玉山县), Duyên Sơn (铅山县), Hoành Phong (横峰县), Dặc Dương (弋阳县), Dư Can (余干县), Bà Dương (鄱阳县), Vạn Niên (万年县), Vụ Nguyên (婺源县)